# Ronde van het Baskenland 2006
De Ronde van het Baskenland 2006 werd gehouden van 3 april tot en met 8 april in Spanje, en maakte deel uit van de UCI ProTour 2006. Het was de zesenveertigste editie van deze wielerkoers.

## Startlijst
Liquigas
- 1.  Danilo Di Luca
- 2.  Stefano Garzelli
- 3.  Vladimir Miholjević
- 4.  Dario David Cioni
- 5.  Patrick Calcagni
- 6.  Andrea Noè
- 7.  Alessandro Spezialetti
- 8.  Charles Wegelius

Team CSC
- 11.  Peter Luttenberger
- 12. —
- 13.  Carlos Sastre
- 14.  Jens Voigt
- 15.  Íñigo Cuesta
- 16.  Nicki Sørensen
- 17.  Michael Blaudzun
- 18.  Fränk Schleck

Phonak Hearing Systems
- 21.  Miguel Martín Perdiguero
- 22.  Luis Fernández
- 23.  Alexandre Moos
- 24.  Pat McCarty
- 25.  Ignacio Gutiérrez
- 26.  Nicolas Jalabert
- 27.  Steve Morabito
- 28.  Florian Stalder

Rabobank
- 31.  Denis Mensjov
- 32.  Thomas Dekker
- 33.  Michael Boogerd
- 34.  Óscar Freire
- 35.  Theo Eltink
- 36.  Aleksandr Kolobnev
- 37.  Pieter Weening
- 38.  Grischa Niermann

Davitamon-Lotto
- 41.  Cadel Evans
- 42.  Josep Jufré
- 43.  Mario Aerts
- 44.  Christophe Brandt
- 45.  Christopher Horner
- 46.  Björn Leukemans
- 47.  Wim Van Huffel
- 48.  Johan Van Summeren

Liberty Seguros-Würth Team
- 51.  Joseba Beloki
- 52.  Aitor Osa
- 53.  Unai Osa
- 54.  Alberto Contador
- 55. —
- 56.  Isidro Nozal
- 57.  Sérgio Paulinho
- 58.  Daniel Navarro

Team Gerolsteiner
- 61.  Davide Rebellin
- 62.  Beat Zberg
- 63.  Matthias Russ
- 64.  Ronny Scholz
- 65.  Andrea Moletta
- 66.  Markus Fothen
- 67.  Fabian Wegmann
- 68.  Torsten Hiekmann

Saunier Duval-Prodir
- 71.  Manuele Mori
- 72.  José Ángel Gómez
- 73.  Leonardo Piepoli
- 74.  Arkaitz Durán
- 75.  Riccardo Riccò
- 76.  Juan José Cobo
- 77.  Oliver Zaugg
- 78.  Rubén Lobato

Discovery Channel
- 81.  José Azevedo
- 82.  Jason McCartney
- 83.  Manuel Beltrán
- 84.  Janez Brajkovič
- 85.  Egoi Martínez
- 86.  Jurgen Van den Broeck
- 87.  Benjamín Noval
- 88.  José Luis Rubiera

Crédit Agricole
- 91.  Dmitri Fofonov
- 92.  Aleksandr Botsjarov
- 93.  Francesco Bellotti
- 94.  Mads Kaggestad
- 95.  Pietro Caucchioli
- 96.  Christophe Le Mével
- 97. —
- 98.  Benoît Poilvet

Caisse d'Epargne-Illes Balears
- 101.  Alejandro Valverde
- 102.  Joaquin Rodriguez
- 103.  Antonio Colom
- 104.  Constantino Zaballa
- 105.  Pablo Lastras
- 106. —
- 107.  Mikel Pradera
- 108.  Marco Fertonani

Cofidis, le Credit par Telephone
- 111.  Sylvain Chavanel
- 112.  Luis Pérez
- 113.  Rik Verbrugghe
- 114.  Leonardo Duque
- 115.  Leonardo Bertagnolli
- 116. —
- 117.  Cristian Moreni
- 118.  Iván Parra

Quick Step-Innergetic
- 121.  Juan Manuel Gárate
- 122.  Serge Baguet
- 123.  Kevin De Weert
- 124.  Addy Engels
- 125.  José Antonio Garrido
- 126.  Cédric Vasseur
- 127.  Bram Tankink
- 128.  Remmert Wielinga

T-Mobile Team
- 131.  Thomas Ziegler
- 132.  Giuseppe Guerini
- 133.  Óscar Sevilla
- 134.  Matthias Kessler
- 135.  Kim Kirchen
- 136.  Bernhard Kohl
- 137.  Eddy Mazzoleni
- 138.  Patrik Sinkewitz

Lampre-Fondital
- 141.  Jevgeni Petrov
- 142.  Francisco Vila
- 143.  Salvatore Commesso
- 144.  Giuliano Figueras
- 145.  Marius Sabaliauskas
- 146.  Marco Marzano
- 147.  Ruggero Marzoli
- 148.  Gorazd Stangelj

Bouygues Télécom
- 151.  Thomas Voeckler
- 152.  Didier Rous
- 153.  Laurent Lefèvre
- 154.  Walter Bénéteau
- 155.  Olivier Bonnaire
- 156.  Pierrick Fédrigo
- 157.  Yoann Le Boulanger
- 158.  Matthieu Sprick

Team Milram
- 161.  Björn Schröder
- 162.  Sergio Ghisalberti
- 163.  Daniel Becke
- 164.  Andrij Hryvko
- 165.  Maksim Iglinski
- 166.  Giovanni Visconti
- 167.  Daniel Musiol
- 168.  Alessandro Vanotti

Euskaltel-Euskadi
- 171.  Iban Mayo
- 172.  Haimar Zubeldia
- 173.  Samuel Sánchez
- 174.  Iñaki Isasi
- 175.  Aitor Hernández
- 176.  Unai Etxebarria
- 177.  Iker Camaño
- 178. —

Française des Jeux
- 181.  Frédéric Finot
- 182.  Jussi Veikkanen
- 183.  Sandy Casar
- 184.  Freddy Bichot
- 186.  Eric Leblacher
- 187.  Thomas Lövkvist
- 188.  Ian McLeod
- 189. —

AG2R Prévoyance
- 191.  Carl Naibo
- 192.  Inigo Chaurreau
- 193.  José Luis Arrieta
- 194.  Mikel Astarloza
- 195.  Sylvain Calzati
- 196.  Philip Deignan
- 197.  Hubert Dupont
- 198.  Stéphane Goubert

Kaiku
- 201.  Ricardo Serrano
- 202.  Israel Nuñez
- 203.  Yon Bru
- 204.  Adrian Palomares
- 205.  Gustavo César Veloso
- 206.  Javier Ruiz
- 207.  Juanjo Oroz
- 208.  Jorge Azanza

Relax-Gam
- 211.  José Almagro
- 212.  Xavier Tondo
- 213.  David George
- 214.  José Miguel Elias
- 215. —
- 216.  Jesús Hernández
- 217.  Raúl García
- 218.  Mario De Sarraga

## Etappe-overzicht
| etappe | datum   | start           | finish          | afstand | winnaar            | klassementsleider  |
| ------ | ------- | --------------- | --------------- | ------- | ------------------ | ------------------ |
| 1e     | 3 april | Irún            | Irún            | 130 km  | Alejandro Valverde | Alejandro Valverde |
| 2e     | 4 april | Irún            | Segura          | 155 km  | Samuel Sánchez     | Samuel Sánchez     |
| 3e     | 5 april | Segura          | Lerin           | 170 km  | Samuel Sánchez     | Samuel Sánchez     |
| 4e     | 6 april | Lerin           | Vitoria-Gasteiz | 172 km  | Óscar Freire       | Samuel Sánchez     |
| 5e     | 7 april | Vitoria-Gasteiz | Zalla           | 178 km  | Thomas Voeckler    | Samuel Sánchez     |
| 6e     | 8 april | Zalla           | Zalla           | 24 km   | José Ángel Gómez   | José Ángel Gómez   |

## Etappe-uitslagen

### 1e etappe
| rang | renner                  | land             | tijd       |
| ---- | ----------------------- | ---------------- | ---------- |
| 1    | Alejandro Valverde      | Spanje           | 3h 22' 27" |
| 2    | Óscar Freire            | Spanje           | + 0' 00"   |
| 3    | Davide Rebellin         | Italië           | + 0' 00"   |
| 4    | Miguel Ángel Perdiguero | Spanje           | + 0' 00"   |
| 5    | Fränk Schleck           | Luxemburg        | + 0' 00"   |
| 6    | Chris Horner            | Verenigde Staten | + 0' 00"   |
| 7    | Ruggero Marzoli         | Italië           | + 0' 00"   |
| 8    | Jon Bru                 | Spanje           | + 0' 00"   |
| 9    | Aitor Osa               | Spanje           | + 0' 00"   |
| 10   | Ricardo Serrano         | Spanje           | + 0' 00"   |

### 2e etappe
| rang | renner               | land      | tijd       |
| ---- | -------------------- | --------- | ---------- |
| 1    | Samuel Sánchez       | Spanje    | 4h 10' 55" |
| 2    | Alberto Contador     | Spanje    | + 0' 00"   |
| 3    | Alejandro Valverde   | Spanje    | + 0' 02"   |
| 4    | Patrik Sinkewitz     | Duitsland | + 0' 02"   |
| 5    | Davide Rebellin      | Italië    | + 0' 02"   |
| 6    | Michael Boogerd      | Nederland | + 0' 02"   |
| 7    | Leonardo Bertagnolli | Italië    | + 0' 02"   |
| 8    | Fränk Schleck        | Luxemburg | + 0' 02"   |
| 9    | Aitor Osa            | Spanje    | + 0' 02"   |
| 10   | Francisco Vila       | Spanje    | + 0' 02"   |

### 3e etappe
| rang | renner                  | land      | tijd       |
| ---- | ----------------------- | --------- | ---------- |
| 1    | Samuel Sánchez          | Spanje    | 4h 07' 36" |
| 2    | Davide Rebellin         | Italië    | + 0' 00"   |
| 3    | Alberto Contador        | Spanje    | + 0' 00"   |
| 4    | Leonardo Bertagnolli    | Italië    | + 0' 00"   |
| 5    | José Ángel Gómez        | Spanje    | + 0' 00"   |
| 6    | Cadel Evans             | Australië | + 0' 00"   |
| 7    | Antonio Colom           | Spanje    | + 0' 06"   |
| 8    | Miguel Ángel Perdiguero | Spanje    | + 0' 06"   |
| 9    | Ricardo Serrano         | Spanje    | + 0' 08"   |
| 10   | Michael Boogerd         | Nederland | + 0' 08"   |

### 4e etappe
| rang | renner             | land     | tijd       |
| ---- | ------------------ | -------- | ---------- |
| 1    | Óscar Freire       | Spanje   | 4h 07' 36" |
| 2    | Davide Rebellin    | Italië   | + 0' 00"   |
| 3    | Alberto Contador   | Spanje   | + 0' 00"   |
| 4    | Alejandro Valverde | Spanje   | + 0' 00"   |
| 5    | Stefano Garzelli   | Italië   | + 0' 00"   |
| 6    | Ruggero Marzoli    | Italië   | + 0' 00"   |
| 7    | Manuele Mori       | Italië   | + 0' 00"   |
| 8    | Davide Rebellin    | Italië   | + 0' 00"   |
| 9    | Leonardo Duque     | Colombia | + 0' 00"   |
| 10   | Cristian Moreni    | Italië   | + 0' 00"   |

### 5e etappe
| rang | renner               | land                | tijd       |
| ---- | -------------------- | ------------------- | ---------- |
| 1    | Thomas Voeckler      | Frankrijk           | 4h 18' 42" |
| 2    | Jens Voigt           | Duitsland           | + 0' 00"   |
| 3    | Juan José Cobo       | Spanje              | + 0' 12"   |
| 4    | Gustavo Cesar Veloso | Spanje              | + 0' 34"   |
| 5    | Pietro Caucchioli    | Italië              | + 0' 34"   |
| 6    | Charles Wegelius     | Verenigd Koninkrijk | + 0' 34"   |
| 7    | Andrij Hryvko        | Oekraïne            | + 0' 36"   |
| 8    | Benoît Poilvet       | Frankrijk           | + 2' 11"   |
| 9    | Ruggero Marzoli      | Italië              | + 2' 31"   |
| 10   | Alejandro Valverde   | Spanje              | + 2' 31"   |

### 6e etappe
| rang | renner             | land      | tijd       |
| ---- | ------------------ | --------- | ---------- |
| 1    | José Ángel Gómez   | Spanje    | 4h 12' 08" |
| 2    | Alejandro Valverde | Spanje    | + 0' 06"   |
| 3    | Antonio Colom      | Spanje    | + 0' 08"   |
| 4    | Evgeni Petrov      | Rusland   | + 0' 16"   |
| 5    | Patrik Sinkewitz   | Duitsland | + 0' 18"   |
| 6    | Janez Brajkovič    | Slovenië  | + 0' 18"   |
| 7    | Carlos Sastre      | Spanje    | + 0' 28"   |
| 8    | Alberto Contador   | Spanje    | + 0' 29"   |
| 9    | Juan José Cobo     | Spanje    | + 0' 36"   |
| 10   | Andrij Hryvko      | Oekraïne  | + 0' 37"   |

## Eindklassementen
| Plaats    | Naam                | Ploeg                 | Tijd      |
| --------- | ------------------- | --------------------- | --------- |
| Gele trui | José Ángel Gómez    | Saunier Duval-Prodir  | 20u31'47" |
| 2         | Alejandro Valverde  | Caisse d'Epargne-IB   | +00' 07"  |
| 3         | Antonio Colom       | Caisse d'Epargne-IB   | z.t.      |
| 4         | Patrik Sinkewitz    | T-Mobile Team         | +00' 19"  |
| 5         | Alberto Contador    | Liberty Seguros-Würth | +00' 20"  |
| 6         | Samuel Sánchez      | Euskaltel-Euskadi     | +00' 42"  |
| 7         | Miguel Ángel Martín | Phonak                | +00' 44"  |
| 8         | Cadel Evans         | Davitamon-Lotto       | +01' 11"  |
| 9         | Francisco Vila      | Lampre-Fondital       | +01' 21"  |
| 10        | José Azevedo        | Discovery Channel     | +01' 24"  |
|           |                     |                       |           |
| 45        | Bram Tankink        | Quick Step-Innergetic | +11' 30"  |
| 66        | Mario Aerts         | Davitamon-Lotto       | +18' 27"  |

| Plaats      | Naam               | Ploeg               | Punten |
| ----------- | ------------------ | ------------------- | ------ |
| Groene trui | Alejandro Valverde | Caisse d'Epargne-IB | 84     |
| 2           | Samuel Sánchez     | Euskaltel-Euskadi   | 71     |
| 3           | Davide Rebellin    | Team Gerolsteiner   | 56     |

| Plaats    | Naam              | Ploeg                | Punten |
| --------- | ----------------- | -------------------- | ------ |
| Rode trui | Hubert Dupont     | Ag2r Prévoyance      | 29     |
| 2         | Juan José Cobo    | Saunier Duval-Prodir | 25     |
| 3         | José Luis Arrieta | Ag2r Prévoyance      | 22     |

| Plaats     | Naam              | Ploeg            | Punten |
| ---------- | ----------------- | ---------------- | ------ |
| Witte trui | Pierrick Fédrigo  | Bouygues Télécom | 11     |
| 2          | José Luis Arrieta | Ag2r Prévoyance  | 9      |
| 3          | Andrij Hryvko     | Team Milram      | 6      |

| Plaats | Ploeg                      | Tijd      |
| ------ | -------------------------- | --------- |
|        | Saunier Duval-Prodir       | 61u36'43" |
| 2      | Liberty Seguros-Würth Team | +03' 13"  |
| 3      | T-Mobile Team              | +03' 30"  |

Mannen:
1924 · 1925 · 1926 · 1927 · 1928 · 1929 · 1930 · 1931–1934 · 1935 · 1936–1968 · 1969 · 1970 · 1971 · 1972 · 1973 · 1974 · 1975 · 1976 · 1977 · 1978 · 1979 · 1980 · 1981 · 1982 · 1983 · 1984 · 1985 · 1986 · 1987 · 1988 · 1989 · 1990 · 1991 · 1992 · 1993 · 1994 · 1995 · 1996 · 1997 · 1998 · 1999 · 2000 · 2001 · 2002 · 2003 · 2004 · 2005 · 2006 · 2007 · 2008 · 2009 · 2010 · 2011 · 2012 · 2013 · 2014 · 2015 · 2016 · 2017 · 2018 · 2019 · 2020 · 2021 · 2022 · 2023 · 2024 · 2025
Vrouwen: 
2022 · 2023 · 2024 · 2025
 Parijs-Nice · 
 Tirreno-Adriatico · 
 Milaan-San Remo · 
 Ronde van Vlaanderen · 
 Gent-Wevelgem · 
 Ronde van het Baskenland · 
 Parijs-Roubaix · 
 Amstel Gold Race · 
 Waalse Pijl · 
 Luik-Bastenaken-Luik · 
 Ronde van Romandië · 
 Ronde van Catalonië · 
 Ronde van Italië · 
 Critérium du Dauphiné Libéré · 
 Ronde van Zwitserland · 
 Ploegentijdrit Eindhoven · 
 Ronde van Frankrijk · 
 Vattenfall Cyclassics · 
 Ronde van Duitsland · 
 Clásica San Sebastián · 
  ENECO Tour · 
 Ronde van Spanje · 
 GP Ouest-France-Plouay · 
 Ronde van Polen · 
 Kampioenschap van Zürich · 
 Parijs-Tours · 
 Ronde van Lombardije